# The peacock party
The peacock party is een studioalbum van Gordon Giltrap met band. Het album dat in de Redan Recorders geluidsstudio is opgenomen, liet de overgang naar een andere bassist en drummer horen/zien. De platenhoes is van Alan Aldridge, een grafisch ontwerper voor boeken en platen.

## Musici
- Gordon Giltrap - gitaar
- Bimbo Acock – dwarsfluit, saxofoon, klarinet
- Rod Edwards, Eddy Spence – toetsinstrumenten
- Richard Harvey – blokfluit en kromhoorn
- Ian Mosley – slagwerk
- John G Perry – basgitaar
- John Gustafson – basgitaar op Birds of a feather en Party piece
- Morris Pert – percussie
- Ric Sanders – viool

## Muziek
| Nr. | Titel                                   | Duur |
| --- | --------------------------------------- | ---- |
| 1.  | Headwind (the eagle) (Giltrap)          | 3:01 |
| 2.  | Magpie rag (Giltrap)                    | 2:38 |
| 3.  | Hocus pocus (Giltrap)                   | 2:22 |
| 4.  | Turkey trot (a country bluff) (Giltrap) | 2:46 |
| 5.  | Tailor bird (Giltrap)                   | 2:32 |
| 6.  | Black rose (the raven) (Giltrap)        | 3:47 |
| 7.  | Birds of a feather (Giltrap)            | 3:38 |
| 8.  | Jester’s jig (Giltrap)                  | 2:39 |
| 9.  | Gypsy lane (Giltrap)                    | 3:00 |
| 10. | Party piece (Giltrap)                   | 2:45 |
| 11. | Chanticleer (Giltrap)                   | 3:32 |
| 12. | Dodo’s dream (Giltrap)                  | 4:11 |

Magpie rag/Gypsy lane verscheen op single.